# گومبرشتسهوفن
گومبرشتسهوفن (به فرانسوی: Gumbrechtshoffen) یک کمون در فرانسه با جمعیت ۱٬۲۴۸ نفر است که در Canton of Niederbronn-les-Bains واقع شده‌است.